# Aemilianus (Kaiser)

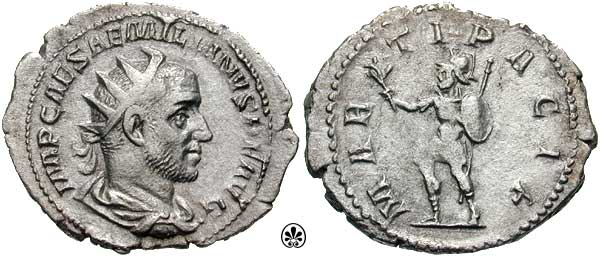
Antoninian des Aemilianus, auf dem der Kriegsgott Mars als Friedensstifter dargestellt wird.

Marcus Aemilius Aemilianus (kurz Aemilian; * 207 oder 213 in Djerba; † 253) war im Jahr 253 römischer Kaiser.

## Leben

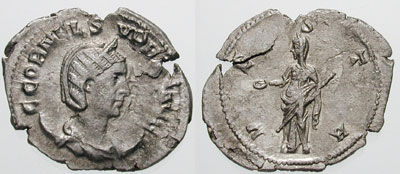
Cornelia Supera, Gattin des Aemilianus

Aemilianus wurde entweder 207 oder 213 im afrikanischen Djerba geboren; nach dem mittelbyzantinischen Historiker Johannes Zonaras war er ein Libyer. Seine Frau hieß Cornelia Supera, über eventuelle Kinder ist nichts bekannt.
Aemilianus wurde um 252 als Statthalter in die Provinz Niedermösien entsandt, wo ihm im Frühjahr 253 ein Sieg über den Gotenkönig Kniva gelang. Kniva forderte von Aemilianus eine Erhöhung der jährlichen römischen Tributzahlungen, die er von Trebonianus Gallus 251 erzwungen hatte. Aemilianus jedoch weigerte sich, worauf Kniva sein Heer in Bewegung setzte. Aemilianus versprach seinen Soldaten die Gelder, die bisher die Goten erhalten hatten; seine Truppen überraschten die Goten und schlugen sie vernichtend. Dieser unerwartete Sieg begeisterte seine Soldaten so sehr, dass sie ihn sofort nach Ende der Schlacht (wohl im Juli 253) zum Kaiser ausriefen. Aemilianus marschierte nun mit seiner Armee gegen Rom, um sich die Kaiserwürde zu sichern.
Kaiser Gallus und sein Sohn Gaius Vibius Volusianus zogen dem Usurpator auf der Via Flaminia entgegen, woraus man schließen kann, dass Aemilianus’ Truppen höchstwahrscheinlich nicht in der Überzahl waren. Aus den nachfolgenden Kämpfen bei Interamna, wo sich das Heer des Gallus auflöste, ging jedoch Aemilianus als Sieger hervor. Gallus und sein Sohn flohen und wurden darauf von ihren eigenen Soldaten ermordet. Aemilianus zog anschließend in Rom ein und ließ sich offiziell vom Senat bestätigen. Zonaras spricht davon, dass er dem Senat versprach, Thrakien zu sichern und gegen die Sassaniden im Osten zu ziehen.
Aemilianus kam jedoch nicht mehr dazu, seine Pläne in die Tat umzusetzen, denn kurz vor seinem Tode hatte Gallus noch den Kommandeur der oberrheinischen Truppen, Valerian, zu Hilfe gerufen. Valerian war nach dem Tod des Gallus selbst zum Kaiser ausgerufen worden, was typisch war für die chaotischen Zustände im Zeitalter der Reichskrise des 3. Jahrhunderts. Nun spielte sich fast dasselbe Schauspiel wie drei Monate zuvor ab: Als Aemilianus’ Soldaten das gegnerische Heer sahen, ermordeten sie ihn und liefen zu Valerian über; vermutlich ereignete sich dies im September 253 im Raum Spoleto. Mehreren Quellen zufolge spielte dabei auch der Umstand eine Rolle, dass die Soldaten nicht von Aemilianus’ Führungsstärke überzeugt waren und glaubten, Valerian würde ein besserer Kaiser sein. Dieser konnte sich auch gegen Silbannacus durchsetzen, der wahrscheinlich nach dem Tod des Aemilianus kurzzeitig in Rom den Kaisertitel beanspruchte.
Über die kurze Herrschaft des Aemilianus lässt sich kaum etwas mit Bestimmtheit sagen. Er soll maßvoll regiert und sich gut mit dem Senat verstanden haben. Schon die antiken Autoren sahen in ihm wenig mehr als ein kurzes Zwischenspiel in der wirren Zeit der Soldatenkaiser. Lakonisch meinte Eutropius:
Aemilianus entstammte einer völlig unbedeutenden Familie, seine Regierung war noch unbedeutender, und im dritten Monat wurde er erschlagen.